# يوسف السودا
يوسف حنّا السُّوْدا (1891 - 1 أغسطس 1969) محامٍ وسياسي ودبلوماسي وأديب وصحافي لبناني وصف بأنه كان «صاحب مواقف وطنية ودعوة ثابتة في نبذ الطائفية والحفاظ على استقلال لبنان». وله مؤلفاتٌ متنوّعة في القانون والسياسة والعلاقات العربيّة والتاريخ واللغة والاهتمام بالشباب، منها «المسألة اللبنانيّة»، 1910، «في سبيل لبنان» 1919، «بين القديم والحديث: بحث قانونيٌّ في نظام لبنان القديم ونظامه الحديث»، 1919، «تقرير عن الامتيازات الأجنبيّة»، بيروت، 1921، «لبنان وبروتوكول الإسكندريّة»، 1944، «رسالة إلى الشباب»، 1956، «الأحرفيّة: دعوة لتبسيط اللغة العربيّة»، 1960، «في سبيل الاستقلال»، 1967، و«تاريخ لبنان الحضاري»، 1972.
وعبّر يوسف السودا في كتابه في «سبيل الاستقلال» عن حلم القومية اللبنانية الذي راوده. يقول: “كنا في كلية القديس يوسف أساتذة وتلاميذ لكل منهم وطن ودولة وراية… يحدّثنا التلاميذ الأجانب عن أوطانهم ومفاخرها…لكل فريق عيده الوطني ورايته الوطنية، وكنا نعيّد معهم وتستهوينا بطولاتهم. أما في بلادنا فكان الناس يحتفلون بعيد الجلوس المأنوس ويدعون للسلطان ويرفعون راية تركيا…فمن نحن؟ قالوا من جبل لبنان. وما هو لبنان؟…عرفت أننا لبنانيون وبانتسابنا إلى لبنان ننتسب إلى ماضٍ رصّعته المآثر، عرفتُ أن للشعوب الصغيرة حقها بالاستقلال”.
السودا هو أحد رواد القوميّة اللبنانيّة، هو رجل في أمة ودستور للقضية اللبنانية. كان يردد في أوائل العشرينيات “ان حياة لبنان في اتحاد طوائفه”. ويقول أن “المسيحي والمسلم يجهلان على أي شيء يختلفان“.

## سيرته
ولد يوسف حنا السودا سنة 1891 في بلدة بكفيا في قضاء المتن الجبلي بلبنان. تخرّج في كلية بيروت اليسوعية (جامعة القديس يوسف). رحل إلى مصر وبقي فيها بين عامي 1908 - 1921، وفي الإسكندرية درس الحقوق (1906).  

عاد إلى بيروت عام 1923. أنشأ مع عبد الله حشيمة فرقة الكشافة سنة 1925 ثم حزب المحافظين وترأسه سنة 1926-27. انتُخِب نائباً عن المتن خلفاً لنعوم لبكي عام 1926. أصدر بين عامي 1926-54 جريدة الرّاية وعمل في خدمة الصحافة العربية محرراً ومنشئاً. 

عمل في السلك الدبلوماسي فيما بعد. فكان أول وزير مفوض للبنان في البرازيل بين عامي 1946-52. عمل سفيراً لدی الفاتيكان بين عامي 1953-55. ثم عُيِّن وزيراً للعدلية والشؤون الاجتماعية في وزارة رشيد كرامي الأولى بعد أزمة لبنان 1958 في أيلول سنة 1958 لكن هذه الحكومة لم تمثل أمام المجلس النيابي ولم تتقدم بيانها الوزاري.

أقيم له حفل تأبين في بلدته بكفيا، ومنح وسام الأرز اللبناني برتبة فارس، ووسام الاستحقاق اللبناني.
توفي في 1 أغسطس سنة 1969.

## العمل السياسي
أسَّس يوسف السودا حزب «الاتحاد اللبناني» مع أنطون الجميّل وإسكندر عمّون، الحزب الجامع للنّخبة الملتقيةِ على المطالبة بـ«لبنان الكبير». رأَس السودا فرعَ الإسكندريّة ورأَس المهندس أوغست أديب فرع القاهرة. وكان للحزب فروعٌ في لبنان والمهجر وقد ضمّ مجموعةً متنوّعةً من السياسيّين والمثقّفين منهم بترو طراد، أيوب ثابت، بشارة الخوري وميشال شيحا، وغيرهم.
عارض «الاتحاد» ضمَّ جبل لبنان إلى السلطنة مطلعَ الحرب. وأسهم في الدعوة إلى زيادة عدد أعضاء مجلس إدارته، وانتخابِه مباشرةً بدورةٍ واحدة، وتوسيع صلاحيّاته الضريبيّة والماليّة وصولًا إلى المطالبة بانتخاب حاكمٍ لجبل لبنان من الأهالي. وخلال الحرب العالميّة الأولى طالب «الاتحاد» بحياد لبنان، وبالاستقلال «دون حمايةٍ أو ضَمّ» ودعا إلى «جمهوريّةٍ مستقلّة ديمقراطيّة متعدّدة الانتماءات الطائفيّة».
والسودا من أوّل دعاة «لبنان الكبير». طالب باستعادة لبنان «حدودَه الطبيعيّة والتاريخيّة» إلّا أنّ محاجّته كانت اقتصاديّةً بالدرجة الأولى: تأمين الاكتفاء الذاتيّ بضمّ سهل البقاع، اتّقاءً لتجدّد كوارث المجاعة، وحيازة الجبل لميناءٍ على المتوسّط، بعدما أحبطَت المصالحُ الاقتصاديّةُ الفرنسيّة والمحليّة لمرفأ بيروتَ محاولةً لفتْح ميناء جونيه للتجارة الدوليّة. وقد انطلق السودا من معادلةٍ تقول «لبنان الصغير موتٌ اقتصاديّ والاتحاد مع سوريا موتٌ سياسيّ»، وكان جوابُه هو «لبنان الكبير» متعدّد الطوائف والذي يقيم العلاقاتِ مع سوريا على أساس المصالح المشترَكة والاحترام المتبادَل لاستقلال البلدَين وسيادتهما.
تباينتْ مواقفُ أعضاء «الاتحاد» بعد الحرب وإعلان الانتداب. غادر أوغست باشا أديب ليتولّى رئاسةَ أوّلِ حكومةٍ شكّلها الجنرال غورو عقب إنشاء «لبنان الكبير» في ظلّ الانتداب. فاستقال من رئاسة الاتحاد وخلَفَه إسكندر عمّون الذي ما لبث أن انضم إلى الأمير فيصل في دمشق وتولى تمثيل الحكومة العربية في واشنطن. في المقابل، عاد بشارة الخوري وميشال شيحا من القاهرة ليسهما في تأسيس «حزب الترقّي» العام 1921 وشعاره «الحفاظ على استقلال لبنان الكبير في ظل الانتداب الفرنسي» وقد ضم مناصري الانتداب من رجال أعمال وسياسيين وفي مقدمتهم اميل اده.
انفرد السودا بنزعته الاستقلالية غير المساومة. طرح موضوع الاستقلال اللبناني من منظار الحق في تقرير المصير. وطالب بالاستقلال المطلق «بلا حماية ولا ضمّ» ولكنْ بضمانة القوى الدوليّة. وعارض الانتدابَ الفرنسيَّ من منظارٍ نادرًا ما وَرَدَ في أدبيّات تلك الفترة معلناً أنّ «الاستعمار الفرنسيّ في لبنان سوف يفيد حفنةً من الرأسماليّين الاحتكاريّين الفرنسيّين وأقليّةً من طالبي الوظيفة بين اللبنانيّين».
شكّلَ العامُ 1936 مطلعّ مرحلةٍ انتقاليّةٍ حاسمةٍ في حياة لبنان حفلتْ بالتطوّرات المتسارعة: مفاوضات الاستقلال لسورية ولبنان، انطلاقة التحرّكات الاجتماعيّة الجامعة ضدّ شركة «الريجي» واحتكار زراعة التبغ في جبيل والبترون وفي بنت جيبل وجبل عامل، الإضرابات ضدّ شركة الكهرباء والنقل. ومن أبرز التداعيات السياسيّةِ في تلك الفترة قيادةُ البطريرك عريضة لمعارضة شركة «الريجي» وانعقاد الصلة بين بكركي والمعارضة الوطنيّة السوريّة، والانشقاق الذي قاده رياض الصلح وابنا عمِّه كاظم وتقي الدين عن «مؤتمر الساحل» داعينَ إلى تجاوز جدل «الاتصال والانفصال» بين لبنان وسورية وإيلاء الأولويّة للنضال المشترك من أجل الاستقلال.
قابَلَ السودا هذا التطوّرَ بالمبادرة إلى طرح «ميثاقٍ وطنيٍّ» للتعايش بين اللبنانيّين العام 1938 شاركه في صياغته والدعوة اليه تقيُّ الدين الصلح والمحامي نصري المعلوف. ويمكن اعتبار ذلك الميثاق المبكّر تأسيسًا للاتفاق اللاحق الذي انعقد بين بشارة الخوري ورياض الصلح العام 1943. ومعروفٌ عن يوسف السودا أنّه أوّل مَن أطلق النداء إلى اللبنانيّين للتظاهر ضدّ اعتقال قادة الاستقلال في 11 تشرين الثاني/نوفمبر 1943.
بعد الاستقلال، مارس يوسف السودا العملَ الدبلوماسيَّ وشَغَلَ منصب وزيرٍ مفوَّضٍ في البرازيل (1946ــــــ1952) وفي الفاتيكان (1953ــــــ1955). وعُيّن وزيرًا للعدل والأشغال العامّة في الوزارة التي شكّلها رشيد كرامي عقب «ثورة» العام 1958. وهي الحكومةُ التي لم تعِشْ لنيل الثقة أمامَ البرلمان وقد أعلن حزب الكتائب «الثورة المضادّة» عليها. احتجاجًا على مشاركته في تلك الحكومة، أحرق مسلّحو الحزب بيتَ السودا في بكفيّا. تُوفي يوسف السودا في الأوّل من آب/أغسطس العام 1969.

## مؤلفاته
- المسألة اللبنانية: طبع في مصر، 1910.
- في سبيل لبنان: 1919.
- بين القديم والحديث: بحث قانوني في نظام لبنان القديم ونظامه الحديث، 1919.
- المسألة اللبنانية والاتحاد اللبناني في القطر السوري: 1921.
- تقرير عن الامتيازات الأجنبية: طبع في بيروت، 1923.
- لبنان وبروتوكول الإسكندرية: 1944.
- رسالة إلى الشباب: 1956،
- الأحرفية: دعوة لتبسيط اللغة العربية، 1960.
- في سبيل الاستقلال: 1967.
- تاريخ لبنان الحضاري: 1972.
- مذكرات يوسف السودا